# Martin Langen
Siegfried Martin Langen (* 10. November 1866 in Antwerpen; †  8. September 1926 in Berlin) war ein deutscher Lyriker und Dramatiker. 

## Leben und Wirken
Ende der 1880er Jahre veröffentlichte er Gedichtsammlungen, z. B. „Mein Herz im Liede“ und „Des Menschen Herz“. Seine letzte Gedichtsammlung „Lieder eines Zwanzigjährigen“ erschien 1920. 
Mit seinem Bruder Albert Langen gründete er 1895 die Zeitschrift Simplicissimus. Ein Jahr später rief er in Berlin die Wochenzeitung „Welt am Montag“ ins Leben und übernahm die Schriftleitung.
Seine Dramen, wie „Don Juan“ oder „Julius Cäsar und seine Mörder“, sind nicht vom Naturalismus beeinflusst, sondern traditionelle, klassische Tragödien mit historischem Hintergrund. Das Schauspiel „Geben und Nehmen“ hat aber durchaus Zeitbezug. Sein letztes Stück „Das Gesicht der Welt“ war dem Gedächtnis seines gefallenen Sohnes gewidmet. Von ihm stammen auch die Komödien „Die Erzieherin, Joseph in der Falle“ und „Der Kuss“.
Er starb in seinem Haus in der Koenigsallee 39 und wurde auf dem Friedhof Grunewald begraben.

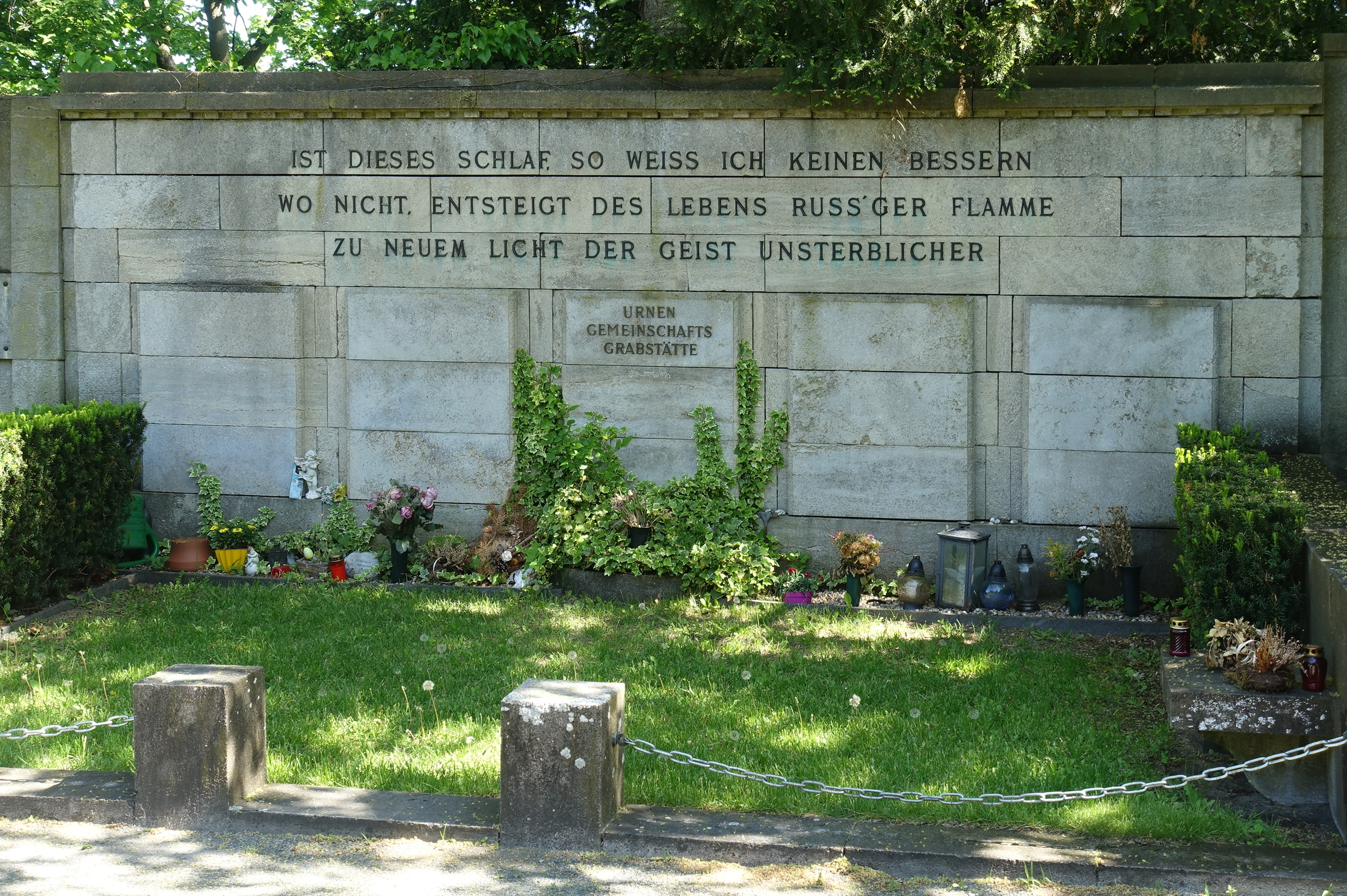
Hier wurde Martin Langen begraben